# Arotrephes coriaceus
Arotrephes coriaceus är en stekelart som beskrevs av Horstmann 1995. Arotrephes coriaceus ingår i släktet Arotrephes och familjen brokparasitsteklar. Inga underarter finns listade.